# Cmentarz wojenny nr 139 – Tursko-Łosie
Cmentarz wojenny nr 139 – Tursko-Łosie – cmentarz z I wojny światowej, znajdujący się we wsi Tursko w powiecie tarnowskim, w gminie Ciężkowice. Jeden z ponad 400 zachodniogalicyjskich cmentarzy wojennych zbudowanych przez Oddział Grobów Wojennych C. i K. Komendantury Wojskowej w Krakowie.  W IV okręgu Łużna cmentarzy tych jest 27.

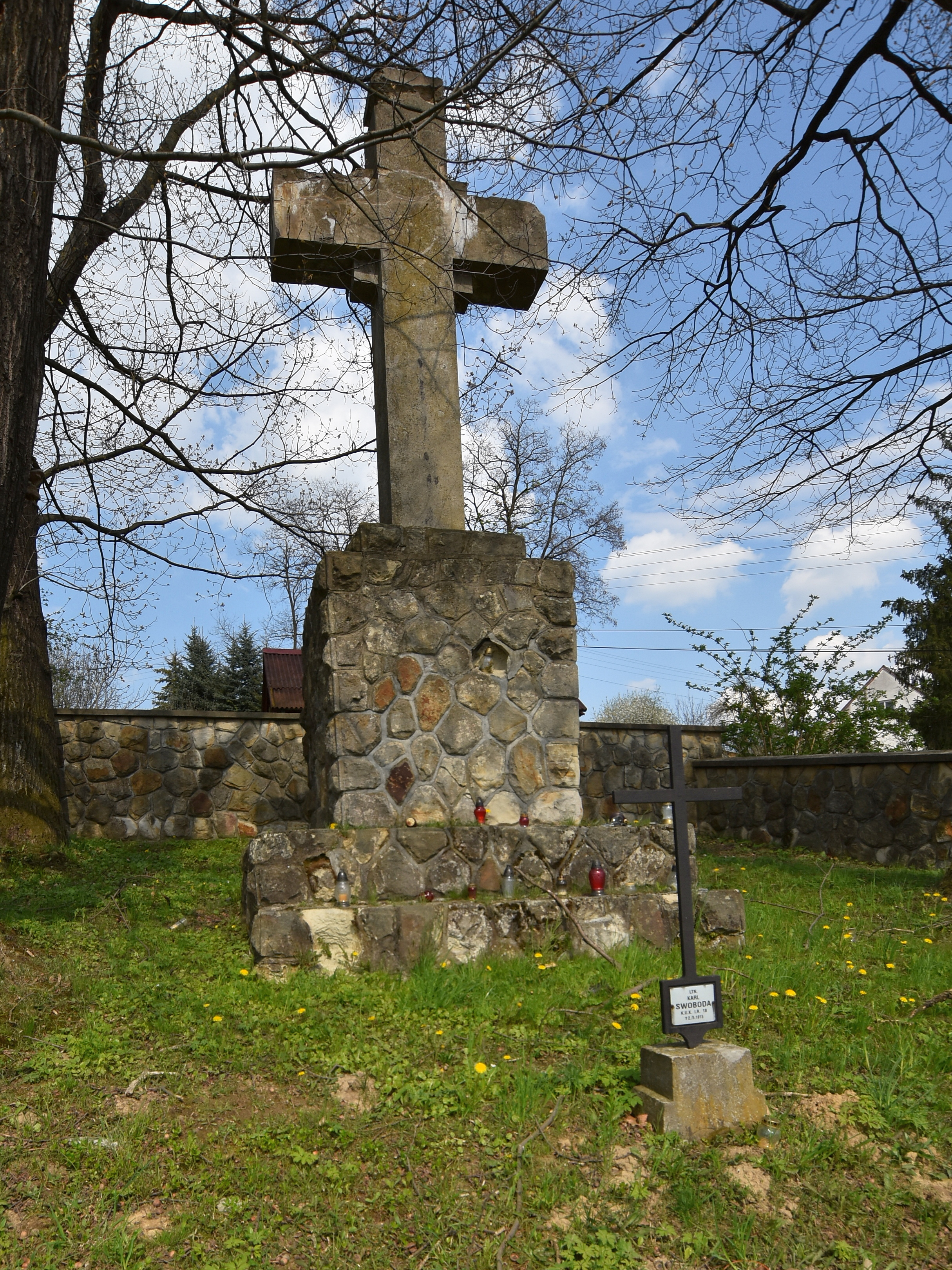

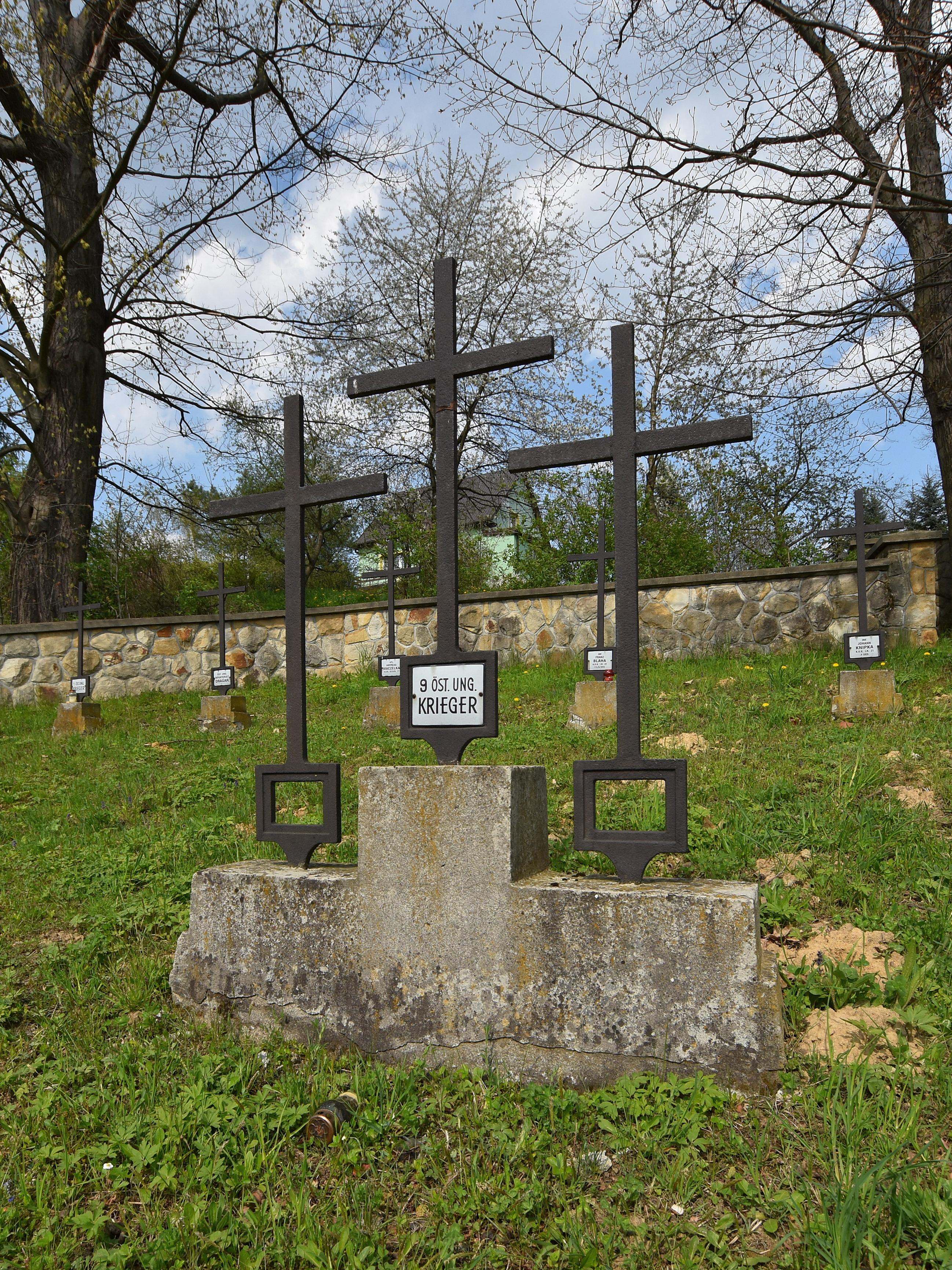

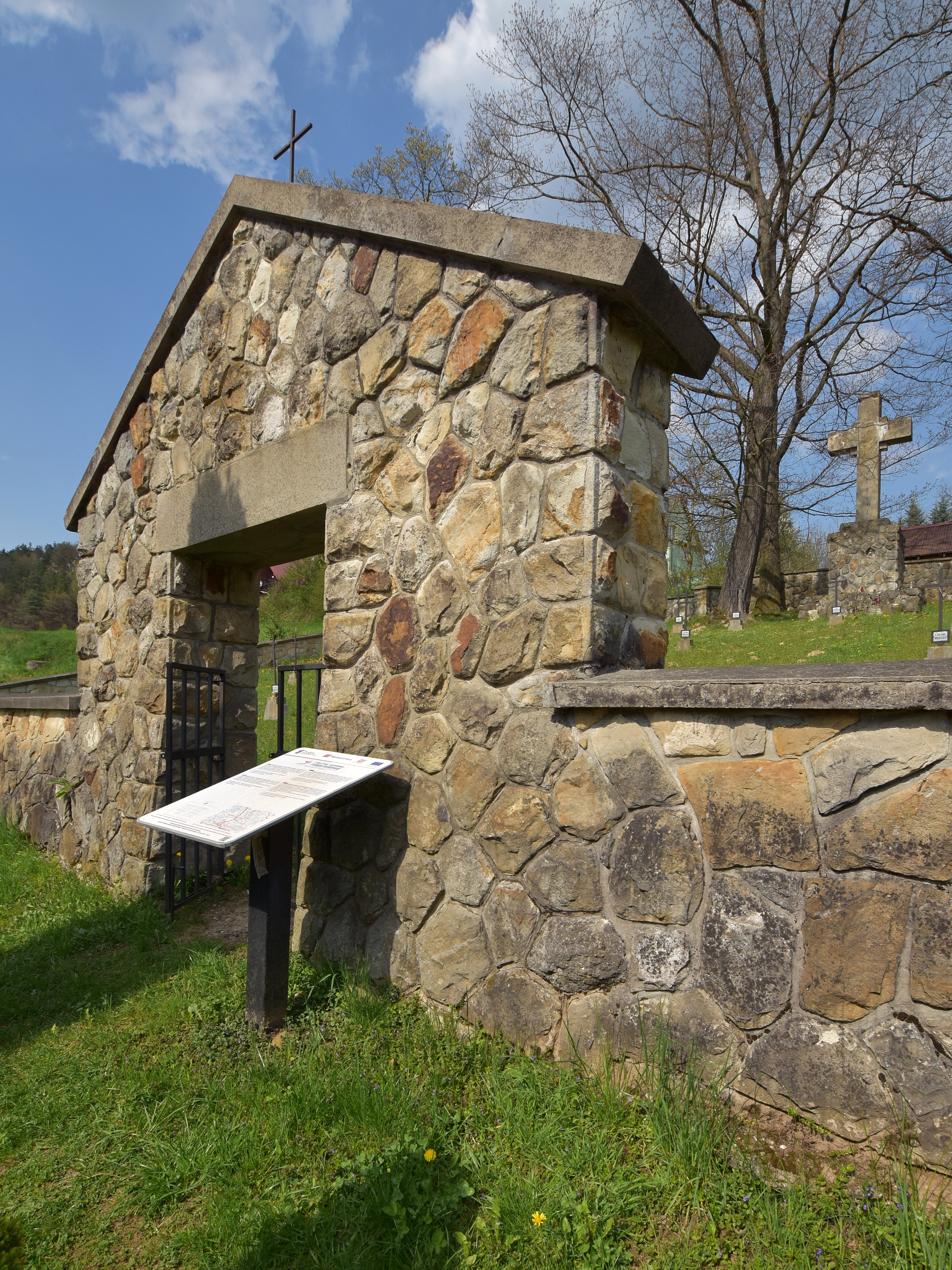

## Lokalizacja
Cmentarz wykonano na wzgórzu wznoszącym się po prawej stronie rzeki Białej, przy drodze do Rzepiennika Marciszewskiego. Dojechać do niego można przez mosty z Bogoniowic lub Ciężkowic. Cmentarz znajduje się przy samej drodze, po jej lewej stronie, między domami.

## Opis cmentarza
Projektantem cmentarza był polski architekt Jan Szczepkowski. Cmentarz wykonano na planie prostokąta na stoku opadającym na południowo-zachodnią stronę. W jego górnej części znajdują się 4 drzewa będące pomnikami przyrody. Cmentarz otoczony jest  kamiennym murem z betonowym daszkiem. Wejście znajduje się w dolnej części cmentarza. Jest to zbudowana z kamienia brama zamykaną dwuskrzydłową, żelazną furtkę. W tylnej części cmentarza w ogrodzeniu znajduje się pomnik. Jest to betonowy krzyż o wysokości około 3 metrów, osadzony na zbudowanym z kamieni cokole. Od furtki do pomnika prowadzi szeroka ścieżka, przed krzyżem zamknięta pojedynczym nagrobkiem. Nagrobki  ułożone są w rzędach po obydwu stronach ścieżki i posiadają żelazne krzyże lub betonowe stele. Jest kilka rodzajów tych krzyży:
- potrójne z pojedynczymi poprzeczkami (krzyże łacińskie)
- potrójne z dwoma poprzecznymi ramionami (krzyże lotaryńskie)
- pojedyncze  z jednym poprzecznym ramieniem
- pojedyncze  z dwoma poprzecznymi ramionami

Wszystkie krzyże wykonane są z grubych żelaznych płaskowników osadzonych na betonowym cokole i posiadają tabliczki imienne. Na stelach również są tablice imienne.
Cmentarz został w 2005 r. poddany kapitalnemu remontowi i w 2015 r. jest w bardzo dobrym stanie.

## Polegli
Na cmentarzu pochowano łącznie 69 żołnierzy w 4 grobach zbiorowych i 42 pojedynczych. Spoczywa tutaj:
- 63 żołnierzy armii austro-węgierskiej
- 6 żołnierzy armii rosyjskiej

Żołnierze ci polegli 2–3 maja 1915 r. w czasie bitwy pod Gorlicami. Była to wielka ofensywa, w czasie której połączone wojska austro-węgierskie i niemieckie przełamały obronę Rosjan wypierając ich z tych terenów.